# Elymus falcis
Elymus falcis là một loài thực vật có hoa trong họ Hòa thảo. Loài này được Connor mô tả khoa học đầu tiên năm 1994.